# Mastacembelus niger
Mastacembelus niger és una espècie de peix pertanyent a la família dels mastacembèlids.

## Descripció
- Fa 37,5 cm de llargària màxima.
- Nombre de vèrtebres: 89-91.[5][6]

## Hàbitat
És un peix d'aigua dolça, demersal i de clima tropical.

## Distribució geogràfica
Es troba a Àfrica: conca del riu Congo i els rius compresos entre la conca del riu Mbonge (el Camerun) i la conca del riu Shiloango (la República Democràtica del Congo).

## Observacions
És inofensiu per als humans.